# Hernandia jamaicensis
Hernandia jamaicensis là một loài thực vật thuộc họ Hernandiaceae. Đây là loài đặc hữu của Jamaica.